# Ozola acrophaea
Ozola acrophaea är en fjärilsart som beskrevs av Edward Meyrick 1886. Ozola acrophaea ingår i släktet Ozola och familjen mätare. Inga underarter finns listade i Catalogue of Life.